# Pannotia

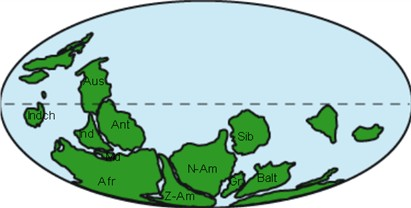
Pannotia era localizată la Polul Sud, de unde și numele

Pannotia (din limba greacă: pan-, „toate”, și -nótos, „sud”, adică „toate ținuturile din sud”), cunoscut și sub numele de Supercontinentul Vendian, Gondwana Mare și Supercontinentul Pan-African, a fost un supercontinent neoproterozoic de durată relativ scurtă, care s-a format la sfârșitul precambrianului, în timpul orogenezei pan-africane (650-500 Ma) și s-a rupt acum 560 Ma cu deschiderea Oceanului Iapetus. Pannotia s-a format atunci când Laurentia era adiacentă la două zone din America de Sud, Amazonia și Rio de la Plata. Deschiderea Oceanului Iapetus a separat Laurentia de la Baltica, Amazonia și Rio de la Plata.